# Eccellenza Lombardia 2019-2020
Il campionato italiano di calcio di Eccellenza regionale 2019-2020 è il ventinovesimo organizzato in Italia. Rappresenta il quinto livello del calcio italiano.
Questi sono i gironi organizzati dal Comitato Regionale della regione Lombardia.
A causa della pandemia di COVID-19, la F.I.G.C. ha deciso per la sospensione definitiva del torneo al 
1º marzo 2020.

## Stagione

### Avvenimenti
Cambi di denominazione:
- da A.S.D. OltrepoVoghera a A.S.D. AVC Vogherese 1919 di Voghera (PV);
- da U.S.D. CasateseRogoredo a U.S.D. Casatese di Casatenovo (LC);
- da A.S.D. Vimercatese Oreno a A.C. Leon Monza e Brianza S.S.D. a r.l. di Lesmo e Vimercate (MB);
- da A.S.D. Virtus Garda Grumellese a U.S.D. Atletico Chiuduno Grumellese di Chiuduno e Grumello del Monte (BG).

Fusioni:
- l'A.S.D. Brugherio Calcio 1968 (Eccellenza, girone B) cede il titolo sportivo al F.C.D. Cologno (Prima Categoria, girone L) di Cologno Monzese (MI);
- l'U.S.D. Ciserano (Serie D, girone B, retrocessa) cede il titolo sportivo all'A.S.D. Lemine Almenno Calcio (Promozione, girone C) di Almenno San Salvatore (BG).

## Girone A

### Squadre partecipanti
| Club                                | Città                                                | Stadio                                         | Stagione precedente                                      |
| ----------------------------------- | ---------------------------------------------------- | ---------------------------------------------- | -------------------------------------------------------- |
| A.S.D. Accademia Pavese San Genesio | Sant'Alessio con Vialone e San Genesio ed Uniti (PV) | Comunale Carlo-Davide-Giampiero (Sant'Alessio) | 9ª in Eccellenza/A                                       |
| Alcione Milano S.S.D. a r.l.        | Milano                                               | Centro sportivo Kennedy                        | 10ª in Eccellenza/A                                      |
| A.C. Ardor Lazzate                  | Lazzate (MB)                                         | Centro sportivo Gianni Brera                   | 8ª in Eccellenza/A                                       |
| A.S.D. Busto 81                     | Busto Arsizio (VA)                                   | Centro sportivo comunale (Olgiate Olona)       | 6ª in Eccellenza/A                                       |
| A.S.D. Calvairate                   | Milano (Calvairate)                                  | Centro sportivo Calvairate                     | 12ª in Eccellenza/B                                      |
| G.S. Castanese                      | Castano Primo (MI)                                   | Centro sportivo Annibale Sacchi                | 13ª in Eccellenza/A                                      |
| Pol. Fenegrò                        | Fenegrò (CO)                                         | Centro sportivo comunale                       | 2ª in Eccellenza/A                                       |
| U.S.D. Mariano Calcio               | Mariano Comense (CO)                                 | Centro sportivo comunale                       | 11ª in Eccellenza/A                                      |
| F.C. Pavia 1911 S.S.D. a r.l.       | Pavia                                                | Stadio Luigi Fabbri (Trezzano sul Naviglio)    | 13ª in Serie D/D, retrocesso                             |
| F.C.D. Rhodense                     | Rho (MI)                                             | Stadio Valter Vinciguerra (Lucernate)          | 2ª in Promozione/A, promossa dopo i play-off intergirone |
| U.S. Sestese Calcio                 | Sesto Calende (VA)                                   | Centro sportivo Alfredo Milano                 | 7ª in Eccellenza/A                                       |
| U.S. Settimo Milanese               | Settimo Milanese (MI)                                | Stadio Battista Re                             | 1ª in Promozione/F, promosso                             |
| S.S.D. a r.l. Varesina Sport C.V.   | Castiglione Olona e Venegono Superiore (VA)          | Centro sportivo comunale (Venegono Superiore)  | 5ª in Eccellenza/A                                       |
| F.C. Verbano Calcio                 | Besozzo (VA)                                         | Centro sportivo Sergio Marvelli                | 4ª in Eccellenza/A                                       |
| A.C.D. Vergiatese                   | Vergiate (VA)                                        | Centro sportivo Tullio & Masetto Landoni       | 1ª in Promozione/A, promossa                             |
| A.S.D. AVC Vogherese 1919           | Voghera (PV)                                         | Stadio Giovanni Parisi                         | 18ª in Serie D/D, retrocessa                             |

### Classifica finale
|  | Pos. | Squadra          | Pt | G  | V  | N | P  | GF | GS | DR  |
|  | ---- | ---------------- | -- | -- | -- | - | -- | -- | -- | --- |
|  | 1.   | Busto 81         | 44 | 21 | 14 | 2 | 5  | 43 | 18 | +25 |
|  | 2.   | Verbano          | 39 | 21 | 11 | 6 | 4  | 33 | 23 | +10 |
|  | 3.   | Varesina         | 38 | 21 | 11 | 5 | 5  | 33 | 17 | +16 |
|  | 4.   | Rhodense         | 33 | 21 | 9  | 6 | 6  | 32 | 23 | +9  |
|  | 5.   | Vogherese (-2)   | 32 | 21 | 10 | 4 | 7  | 35 | 27 | +8  |
|  | 6.   | Accademia Pavese | 31 | 21 | 9  | 4 | 8  | 33 | 34 | -1  |
|  | 7.   | Calvairate       | 29 | 21 | 8  | 5 | 8  | 35 | 37 | -2  |
|  | 8.   | Ardor Lazzate    | 29 | 21 | 9  | 2 | 10 | 25 | 33 | -8  |
|  | 9.   | Vergiatese       | 28 | 21 | 8  | 4 | 9  | 31 | 31 | 0   |
|  | 10.  | Alcione          | 28 | 21 | 8  | 4 | 9  | 32 | 27 | +5  |
|  | 11.  | Pavia            | 27 | 21 | 7  | 6 | 8  | 30 | 35 | -5  |
|  | 12.  | Settimo Milanese | 25 | 21 | 6  | 7 | 8  | 28 | 36 | -8  |
|  | 13.  | Sestese          | 23 | 21 | 5  | 8 | 8  | 22 | 29 | -7  |
|  | 14.  | Mariano          | 21 | 21 | 5  | 6 | 10 | 29 | 38 | -9  |
|  | 15.  | Castanese        | 19 | 21 | 5  | 4 | 12 | 28 | 42 | -14 |
|  | 16.  | Fenegrò          | 16 | 21 | 3  | 7 | 11 | 14 | 33 | -19 |

Legenda:
      Promossa in Serie D.
      Retrocessa in Promozione.
Regolamento:
Tre punti a vittoria, uno a pareggio, zero a sconfitta.
In caso di arrivo di due o più squadre a pari punti, la graduatoria verrà stilata secondo la classifica avulsa tra le squadre interessate che prevede, in ordine, i seguenti criteri:
- Punti negli scontri diretti
- Differenza reti negli scontri diretti
- Differenza reti generale
- Reti realizzate in generale
- Sorteggio

### Risultati

#### Tabellone
I match non disputati sono tutti stati annullati, come deciso dal Consiglio Federale della FIGC, a causa della pandemia di COVID-19.
|                  | APV  | ALC  | ARD  | BUS  | CAL  | CAS  | FEN  | MAR  | PAV  | RHO  | SES  | SET  | VAR  | VRB  | VRG  | VOG  |
| ---------------- | ---- | ---- | ---- | ---- | ---- | ---- | ---- | ---- | ---- | ---- | ---- | ---- | ---- | ---- | ---- | ---- |
| Accademia Pavese | –––– | n.d. | 6-1  | 1-0  | n.d. | 3-2  | 1-0  | n.d. | 1-1  | 1-1  | n.d. | 2-0  | n.d. | 1-3  | 0-2  | 4-1  |
| Alcione          | 4-1  | –––– | n.d. | 0-1  | 2-1  | n.d. | 5-0  | 4-2  | n.d. | n.d. | 1-0  | n.d. | 0-1  | 1-2  | 1-2  | 0-1  |
| Ardor Lazzate    | 1-0  | 1-2  | –––– | 1-3  | 1-4  | n.d. | n.d. | 0-2  | 1-0  | n.d. | 1-1  | 2-1  | 2-1  | 1-0  | n.d. | n.d. |
| Busto 81         | 4-0  | n.d. | 1-0  | –––– | 1-2  | 3-0  | 4-0  | n.d. | n.d. | 0-2  | n.d. | 2-0  | n.d. | 2-0  | 2-0  | 3-0  |
| Calvairate       | 3-3  | 1-3  | 3-2  | 1-4  | –––– | 1-2  | 1-1  | n.d. | 3-1  | 2-2  | n.d. | 4-0  | n.d. | n.d. | 1-2  | 1-0  |
| Castanese        | n.d. | 4-2  | 0-1  | n.d. | n.d. | –––– | n.d. | 4-1  | 2-2  | 1-3  | 1-1  | 4-4  | 0-4  | 1-2  | 2-2  | 1-3  |
| Fenegrò          | 0-1  | n.d. | 0-0  | n.d. | 0-0  | 1-0  | –––– | n.d. | 2-2  | 2-2  | 1-2  | n.d. | n.d. | 3-0  | 1-1  | 0-3  |
| Mariano          | 2-4  | 2-0  | n.d. | 1-3  | 1-1  | 0-1  | 2-0  | –––– | n.d. | 1-3  | 5-0  | 1-1  | 1-1  | n.d. | n.d. | 3-2  |
| Pavia            | 3-1  | 2-1  | 0-2  | 2-4  | 3-1  | n.d. | n.d. | 1-1  | –––– | n.d. | 1-1  | n.d. | 0-1  | 2-0  | 0-4  | n.d. |
| Rhodense         | n.d. | 0-1  | 1-2  | n.d. | 0-2  | 1-0  | n.d. | 0-0  | 3-1  | –––– | 1-2  | 4-0  | n.d. | 2-2  | 2-0  | 1-1  |
| Sestese          | 1-2  | 1-1  | n.d. | 2-0  | 1-2  | 1-0  | 2-1  | n.d. | 0-1  | 1-2  | –––– | 2-2  | 0-0  | n.d. | n.d. | 2-2  |
| Settimo Milanese | 2-0  | 1-1  | 4-2  | 2-0  | n.d. | 3-1  | 0-0  | 2-1  | 1-3  | n.d. | n.d. | –––– | 1-1  | 1-1  | n.d. | n.d. |
| Varesina         | 2-0  | n.d. | n.d. | 2-2  | 5-0  | 4-1  | 1-0  | 2-0  | n.d. | 0-2  | 1-0  | 1-2  | –––– | n.d. | 3-2  | 2-1  |
| Verbano          | 1-1  | 1-0  | 2-0  | 1-1  | 3-1  | n.d. | 2-0  | 3-0  | 2-2  | n.d. | 1-1  | n.d. | 2-1  | –––– | n.d. | n.d. |
| Vergiatese       | n.d. | 1-1  | 0-4  | 1-3  | n.d. | n.d. | 1-2  | 5-2  | 0-1  | 1-0  | 3-1  | 1-0  | 0-0  | 2-3  | –––– | n.d. |
| Vogherese        | n.d. | 2-2  | 2-0  | n.d. | n.d. | 0-1  | 3-0  | 1-1  | 4-2  | 3-0  | n.d. | 3-1  | 1-0  | 0-2  | 2-1  | –––– |

## Girone B

### Squadre partecipanti
| Club                         | Città                      | Stadio                                  | Stagione precedente           |
| ---------------------------- | -------------------------- | --------------------------------------- | ----------------------------- |
| AlbinoGandino S.S.D. s.r.l.  | Albino e Gandino (BG)      | Centro sportivo comunale Falco (Albino) | 8ª in Eccellenza/C            |
| U.S.D. Casatese              | Casatenovo (LC)            | Stadio comunale (Rogoredo)              | 5ª in Eccellenza/B            |
| U.S.D. Cisanese              | Cisano Bergamasco (BG)     | Centro sportivo Camanghè (Zogno)        | 9ª in Eccellenza/B            |
| A.S.D. R.C. Codogno 1908     | Codogno (LO)               | Centro sportivo Carlo Medri (Brembio)   | 11ª in Eccellenza/B           |
| F.C.D. Cologno               | Cologno Monzese (MI)       | Stadio Vittorio Brusa                   | 6ª in Prima Categoria/L       |
| A.S.D. Lemine Almenno Calcio | Almenno San Salvatore (BG) | Centro sportivo Fratelli Pedretti       | 3ª in Promozione/C            |
| A.C. Leon S.S.D. a r.l.      | Lesmo e Vimercate (MB)     | Centro sportivo comunale (Lesmo)        | 8ª in Eccellenza/B            |
| G.S.D. Luisiana              | Pandino (CR)               | Centro sportivo comunale                | 6ª in Eccellenza/B            |
| S.S.D. Mapello a r.l.        | Mapello (BG)               | Centro sportivo comunale                | 14ª in Eccellenza/B           |
| U.S.D. Olginatese            | Olginate (LC)              | Stadio comunale                         | 18ª in Serie D/B              |
| A.S.D. Pontelambrese         | Ponte Lambro (CO)          | Centro sportivo comunale                | 7ª in Eccellenza/B            |
| A.S.D. Sant'Angelo           | Sant'Angelo Lodigiano (LO) | Stadio Carlo Chiesa                     | 2ª in Promozione/E, ripescato |
| C.S. Trevigliese A.S.D.      | Treviglio (BG)             | Stadio Mario Zanconti                   | 1ª in Promozione/E, promossa  |
| A.S.D. G.S. Vertovese        | Vertova (BG)               | Centro sportivo Antonino Tognella       | 2ª in Eccellenza/C            |
| A.S.D. Vis Nova Giussano     | Giussano (MB)              | Centro sportivo Stefano Borgonovo       | 1ª in Promozione/B, promosso  |
| A.S.D. Zingonia Verdellino   | Verdellino e Zingonia (BG) | Centro sportivo comunale (Verdellino)   | 4ª in Eccellenza/B            |

### Classifica finale
|  | Pos. | Squadra             | Pt | G  | V  | N | P  | GF | GS | DR  |
|  | ---- | ------------------- | -- | -- | -- | - | -- | -- | -- | --- |
|  | 1.   | Casatese            | 49 | 21 | 15 | 4 | 2  | 48 | 18 | +30 |
|  | 2.   | Vis Nova Giussano   | 46 | 21 | 13 | 7 | 1  | 52 | 22 | +30 |
|  | 3.   | Leon                | 40 | 21 | 12 | 4 | 5  | 43 | 30 | +13 |
|  | 4.   | Luisiana            | 38 | 21 | 11 | 5 | 5  | 36 | 20 | +16 |
|  | 5.   | Olginatese          | 33 | 21 | 10 | 3 | 8  | 33 | 32 | +1  |
|  | 6.   | Sant'Angelo         | 33 | 21 | 9  | 6 | 6  | 32 | 25 | +7  |
|  | 7.   | Cisanese            | 32 | 21 | 10 | 2 | 9  | 39 | 39 | 0   |
|  | 8.   | Vertovese           | 28 | 21 | 8  | 4 | 9  | 26 | 21 | +5  |
|  | 9.   | Zingonia Verdellino | 27 | 21 | 7  | 6 | 8  | 34 | 30 | +4  |
|  | 10.  | Trevigliese         | 26 | 21 | 7  | 5 | 9  | 18 | 26 | -8  |
|  | 11.  | Pontelambrese       | 24 | 21 | 6  | 6 | 9  | 27 | 31 | -4  |
|  | 12.  | AlbinoGandino       | 23 | 21 | 6  | 5 | 10 | 22 | 33 | -11 |
|  | 13.  | Codogno             | 21 | 21 | 5  | 6 | 10 | 16 | 24 | -8  |
|  | 14.  | Mapello             | 17 | 21 | 4  | 5 | 12 | 17 | 29 | -12 |
|  | 15.  | Lemine Almenno      | 15 | 21 | 3  | 6 | 12 | 14 | 42 | -28 |
|  | 16.  | Cologno             | 13 | 21 | 3  | 4 | 14 | 18 | 51 | -33 |

Legenda:
      Promossa in Serie D.
      Retrocessa in Promozione.
Regolamento:
Tre punti a vittoria, uno a pareggio, zero a sconfitta.
In caso di arrivo di due o più squadre a pari punti, la graduatoria verrà stilata secondo la classifica avulsa tra le squadre interessate che prevede, in ordine, i seguenti criteri:
- Punti negli scontri diretti
- Differenza reti negli scontri diretti
- Differenza reti generale
- Reti realizzate in generale
- Sorteggio

Note:
Il Vis Nova Giussano è stata ammesso in Serie D 2020-2021 in seguito alla graduatoria stilata dalla FIGC in sostituzione dei play-off nazionali.

### Risultati

#### Tabellone
I match non disputati sono tutti stati annullati, come deciso dal Consiglio Federale della FIGC, a causa della pandemia di COVID-19.
|                     | ALB  | CAS  | CIS  | COD  | COL  | LEM  | LEO  | LUI  | MAP  | OLG  | PON  | SAN  | TRE  | VER  | VIS  | ZIN  |
| ------------------- | ---- | ---- | ---- | ---- | ---- | ---- | ---- | ---- | ---- | ---- | ---- | ---- | ---- | ---- | ---- | ---- |
| AlbinoGandino       | –––– | 2-1  | 1-3  | 1-3  | 3-1  | n.d. | n.d. | n.d. | 1-1  | 1-4  | n.d. | 1-1  | 0-1  | 0-1  | n.d. | 2-1  |
| Casatese            | 4-2  | –––– | n.d. | 1-0  | n.d. | 2-0  | 2-0  | 2-1  | 1-0  | 2-0  | 3-1  | n.d. | n.d. | n.d. | 2-2  | 4-3  |
| Cisanese            | n.d. | 2-6  | –––– | 3-1  | 5-0  | 0-1  | 5-4  | n.d. | 1-3  | n.d. | 1-4  | 2-1  | n.d. | 0-1  | 0-3  | 2-1  |
| Codogno             | 0-1  | 0-2  | n.d. | –––– | n.d. | 0-0  | 0-0  | 0-1  | 2-1  | 0-1  | 1-0  | n.d. | n.d. | 4-1  | n.d. | n.d. |
| Cologno             | n.d. | 0-2  | 0-3  | 1-1  | –––– | 2-2  | 2-5  | 0-2  | n.d. | 1-2  | n.d. | 1-2  | 0-1  | 1-7  | n.d. | n.d. |
| Lemine Almenno      | 0-1  | 0-6  | 0-2  | n.d. | n.d. | –––– | 0-1  | 1-3  | n.d. | 0-3  | 4-3  | n.d. | n.d. | 1-1  | 1-3  | 0-0  |
| Leon                | 2-0  | n.d. | n.d. | n.d. | 2-1  | 4-1  | –––– | 2-5  | 2-0  | 3-0  | 2-0  | 1-2  | 2-2  | n.d. | 3-2  | 3-2  |
| Luisiana            | 1-1  | n.d. | 3-0  | 2-0  | 1-1  | 0-1  | n.d. | –––– | 2-0  | 2-0  | 2-0  | 3-3  | 2-1  | n.d. | n.d. | 1-1  |
| Mapello             | 0-0  | 1-1  | n.d. | 2-0  | 1-3  | 1-0  | n.d. | n.d. | –––– | 0-1  | n.d. | 1-2  | 1-0  | n.d. | 1-1  | 2-2  |
| Olginatese          | 2-0  | 0-3  | 2-1  | 4-1  | 0-1  | 1-1  | n.d. | n.d. | n.d. | –––– | n.d. | 5-2  | 4-2  | 0-2  | n.d. | 2-2  |
| Pontelambrese       | 2-2  | n.d. | 2-1  | n.d. | 2-0  | n.d. | 2-2  | 1-3  | 2-0  | 2-2  | –––– | n.d. | 1-3  | 0-0  | 2-2  | 1-0  |
| Sant'Angelo         | n.d. | 0-0  | 1-1  | 0-0  | n.d. | 6-0  | 1-2  | 2-0  | 1-0  | n.d. | 1-0  | –––– | 1-0  | 0-1  | 0-1  | n.d. |
| Trevigliese         | n.d. | 0-1  | 0-1  | 0-0  | 1-1  | 1-1  | 1-0  | n.d. | 2-1  | n.d. | 1-0  | 0-3  | –––– | 1-0  | 0-3  | n.d. |
| Vertovese           | 0-1  | 2-2  | n.d. | 1-2  | 3-0  | 2-0  | 0-1  | 0-0  | 2-1  | n.d. | 0-1  | n.d. | n.d. | –––– | 1-2  | 1-2  |
| Vis Nova Giussano   | 4-2  | n.d. | 1-1  | 1-0  | 5-0  | n.d. | 2-2  | 3-2  | 3-0  | 5-0  | 1-1  | 2-2  | 4-1  | n.d. | –––– | 2-1  |
| Zingonia Verdellino | 3-0  | 2-1  | 4-5  | 1-1  | 1-2  | n.d. | n.d. | 1-0  | n.d. | 1-0  | n.d. | 4-1  | 0-0  | 2-0  | n.d. | –––– |

## Girone C

### Squadre partecipanti
| Club                                | Città                               | Stadio                              | Stagione precedente                          |
| ----------------------------------- | ----------------------------------- | ----------------------------------- | -------------------------------------------- |
| U.S.D. Atletico Chiuduno Grumellese | Chiuduno e Grumello del Monte (BG)  | Stadio Renato Paris (Chiuduno)      | 14ª in Promozione/C                          |
| U.S. Bedizzolese                    | Bedizzole (BS)                      | Stadio Gian Pietro Siboni           | 4ª in Eccellenza/C                           |
| A.S.D. Calcio Romanese              | Calcio e Romano di Lombardia (BG)   | Stadio Franco Schieppati (Calcio)   | 12ª in Eccellenza/C                          |
| F.C. Castiglione A.S.D.             | Castiglione delle Stiviere (MN)     | Stadio Ugo Lusetti                  | 11ª in Promozione/D, promosso                |
| A.S.D. CazzagoBornato Calcio        | Bornato di Cazzago San Martino (BS) | Centro sportivo comunale            | 7ª in Eccellenza/C                           |
| U.S. Darfo Boario S.S.D.            | Darfo Boario Terme (BS)             | Stadio comunale                     | 14ª in Serie D/B, retrocesso dopo i play-out |
| A.S.D. Forza e Costanza 1905        | Martinengo (BG)                     | Stadio comunale                     | 2ª in Promozione/C, ripescato                |
| A.S.D. Calcio Ghedi                 | Ghedi (BS)                          | Centro sportivo Olimpia             | 11ª in Eccellenza/C                          |
| U.S. Governolese                    | Governolo di Roncoferraro (MN)      | Stadio Pietro Vicini                | 6ª in Eccellenza/C                           |
| F.C. Lumezzane VGZ A.S.D.           | Lumezzane (BS)                      | Stadio Tullio Saleri                | 2ª in Promozione/D, ripescato                |
| U.S. Offanenghese A.S.D.            | Offanengo (CR)                      | Centro sportivo Nuovo Comunale      | 3ª in Eccellenza/B                           |
| Pol. Prevalle                       | Prevalle (BS)                       | Centro sportivo comunale            | 1ª in Promozione/D, promosso                 |
| C.P.C. San Lazzaro                  | Mantova (Borgo Chiesanuova)         | Centro sportivo comunale            | 13ª in Eccellenza/C                          |
| A.S.D. Telgate S.I.R.Met            | Telgate (BG)                        | Centro sportivo comunale            | 5ª in Eccellenza/C                           |
| S.S.D. Valcalepio F.C. a r.l.       | Castelli Calepio (BG)               | Centro sportivo comunale (Cividino) | 1ª in Promozione/C, promosso                 |
| U.S. Vobarno                        | Vobarno (BS)                        | Centro sportivo comunale            | 10ª in Eccellenza/C                          |

### Classifica finale
|  | Pos. | Squadra                      | Pt | G  | V  | N  | P  | GF | GS | DR  |
|  | ---- | ---------------------------- | -- | -- | -- | -- | -- | -- | -- | --- |
|  | 1.   | Telgate                      | 40 | 21 | 11 | 7  | 3  | 26 | 14 | +12 |
|  | 2.   | Lumezzane                    | 38 | 21 | 10 | 8  | 3  | 35 | 16 | +19 |
|  | 3.   | Bedizzolese                  | 34 | 21 | 10 | 4  | 7  | 27 | 21 | +6  |
|  | 4.   | Valcalepio                   | 33 | 21 | 8  | 9  | 4  | 35 | 15 | +20 |
|  | 5.   | Forza e Costanza             | 33 | 21 | 9  | 6  | 6  | 20 | 21 | -1  |
|  | 6.   | Calcio Romanese              | 33 | 21 | 7  | 12 | 2  | 17 | 13 | +4  |
|  | 7.   | Castiglione                  | 33 | 21 | 10 | 3  | 8  | 18 | 21 | -3  |
|  | 8.   | Ghedi                        | 31 | 21 | 8  | 7  | 6  | 28 | 26 | +2  |
|  | 9.   | Governolese                  | 30 | 21 | 8  | 6  | 7  | 23 | 25 | -2  |
|  | 10.  | Offanenghese                 | 29 | 21 | 7  | 8  | 6  | 31 | 29 | +2  |
|  | 11.  | Vobarno                      | 28 | 21 | 8  | 4  | 9  | 20 | 20 | 0   |
|  | 12.  | Prevalle                     | 26 | 21 | 6  | 8  | 7  | 29 | 28 | +1  |
|  | 13.  | Darfo Boario                 | 18 | 21 | 4  | 6  | 11 | 15 | 27 | -12 |
|  | 14.  | CazzagoBornato               | 18 | 21 | 3  | 9  | 9  | 17 | 33 | -16 |
|  | 15.  | Atletico Chiuduno Grumellese | 17 | 21 | 4  | 5  | 12 | 20 | 27 | -7  |
|  | 16.  | San Lazzaro                  | 9  | 21 | 1  | 6  | 14 | 15 | 40 | -25 |

Legenda:
      Promossa in Serie D.
      Retrocessa in Promozione.
Regolamento:
Tre punti a vittoria, uno a pareggio, zero a sconfitta.
In caso di arrivo di due o più squadre a pari punti, la graduatoria verrà stilata secondo la classifica avulsa tra le squadre interessate che prevede, in ordine, i seguenti criteri:
- Punti negli scontri diretti
- Differenza reti negli scontri diretti
- Differenza reti generale
- Reti realizzate in generale
- Sorteggio

### Risultati

#### Tabellone
I match non disputati sono tutti stati annullati, come deciso dal Consiglio Federale della FIGC, a causa della pandemia di COVID-19.
|                              | ACG  | BED  | CAL  | CAS  | CAZ  | DAR  | FOR  | GHE  | GOV  | LUM  | OFF  | PRE  | SAN  | TEL  | VAL  | VOB  |
| ---------------------------- | ---- | ---- | ---- | ---- | ---- | ---- | ---- | ---- | ---- | ---- | ---- | ---- | ---- | ---- | ---- | ---- |
| Atletico Chiuduno Grumellese | –––– | 1-1  | 1-1  | n.d. | 2-3  | n.d. | n.d. | 0-1  | 2-0  | 0-1  | n.d. | 0-2  | 2-0  | 0-1  | n.d. | 0-1  |
| Bedizzolese                  | 3-0  | –––– | 0-0  | 1-0  | n.d. | 2-0  | 1-0  | 0-1  | 1-2  | n.d. | 1-4  | n.d. | 1-3  | n.d. | 2-1  | n.d. |
| Calcio Romanese              | 0-0  | 2-0  | –––– | 1-0  | n.d. | 1-0  | 0-1  | 2-2  | 1-0  | n.d. | 1-1  | n.d. | n.d. | n.d. | 1-1  | 1-0  |
| Castiglione                  | 4-3  | n.d. | n.d. | –––– | 3-0  | 1-0  | n.d. | 1-0  | 1-0  | 0-1  | 0-2  | n.d. | 2-1  | 1-0  | 1-1  | 1-0  |
| CazzagoBornato               | n.d. | 0-3  | 2-2  | 0-0  | –––– | n.d. | 0-1  | n.d. | 0-2  | 1-3  | 0-0  | 2-0  | 0-0  | 2-2  | 0-3  | n.d. |
| Darfo Boario                 | 0-0  | 1-0  | n.d. | n.d. | 4-2  | –––– | n.d. | 1-0  | 0-1  | 0-3  | n.d. | 1-2  | 2-0  | 1-1  | 1-1  | 0-1  |
| Forza e Costanza             | 2-1  | n.d. | n.d. | 4-0  | 1-1  | 1-1  | –––– | 1-2  | n.d. | 0-0  | 1-0  | n.d. | 1-0  | 1-2  | 0-5  | 0-3  |
| Ghedi                        | 3-1  | 1-1  | 1-2  | n.d. | 1-0  | 2-1  | n.d. | –––– | n.d. | 3-3  | n.d. | 2-1  | 2-2  | 1-2  | n.d. | 1-2  |
| Governolese                  | 1-0  | 0-4  | 0-0  | 0-1  | n.d. | 2-0  | 1-1  | 1-1  | –––– | n.d. | 1-4  | 2-2  | n.d. | n.d. | 3-2  | n.d. |
| Lumezzane                    | n.d. | 4-1  | 3-0  | n.d. | 2-2  | n.d. | 0-1  | n.d. | 0-2  | –––– | 5-0  | 1-1  | 2-0  | 0-2  | 0-0  | 1-1  |
| Offanenghese                 | 2-1  | n.d. | n.d. | 0-0  | 3-0  | 1-1  | 1-1  | 2-2  | n.d. | 0-3  | –––– | 1-1  | 2-1  | 2-2  | n.d. | 2-3  |
| Prevalle                     | n.d. | 1-1  | 0-0  | 2-0  | n.d. | n.d. | 0-2  | 2-0  | 1-1  | n.d. | 3-1  | –––– | 7-1  | 0-1  | 1-3  | 1-1  |
| San Lazzaro                  | 0-4  | 0-1  | 1-1  | n.d. | 1-1  | n.d. | 0-0  | 0-1  | 1-3  | n.d. | 1-3  | n.d. | –––– | n.d. | 1-1  | 1-2  |
| Telgate                      | n.d. | 0-1  | 0-0  | 3-1  | 0-0  | 1-1  | 0-1  | n.d. | 2-0  | 0-0  | n.d. | 2-1  | 2-1  | –––– | 1-0  | n.d. |
| Valcalepio                   | 1-1  | n.d. | 0-0  | 2-0  | n.d. | 3-0  | 3-0  | 1-1  | n.d. | 1-1  | 1-0  | 5-0  | n.d. | n.d. | –––– | 0-1  |
| Vobarno                      | 0-1  | 0-2  | 0-1  | 0-1  | 0-1  | 2-0  | n.d. | n.d. | 1-1  | 1-2  | n.d. | 1-1  | n.d. | 0-2  | n.d. | –––– |